# Z1 (Rechner)

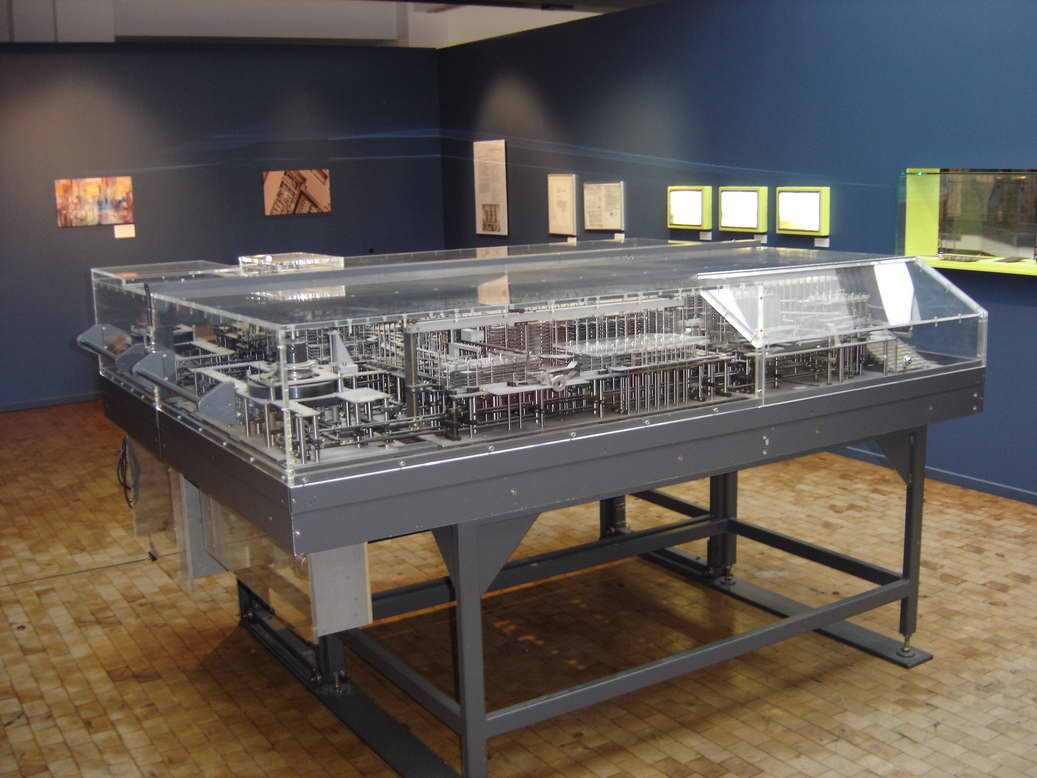
Nachbau der Z1 im Deutschen Technikmuseum in Berlin.

Die Z1 war ein mechanischer Rechner von Konrad Zuse aus dem Jahre 1937. Sie arbeitete als erstes frei programmierbares Rechenwerk mit binären Zahlen und verfügte über viele Rechner-Architekturelemente des späteren Modells Z2, war jedoch wegen mechanischer Probleme unzuverlässig. Ihre Nachfolger, die Zuse Z3, 1941 und Zuse Z4, 1945, waren die ersten universell programmierbaren Computer.

## Entwicklung

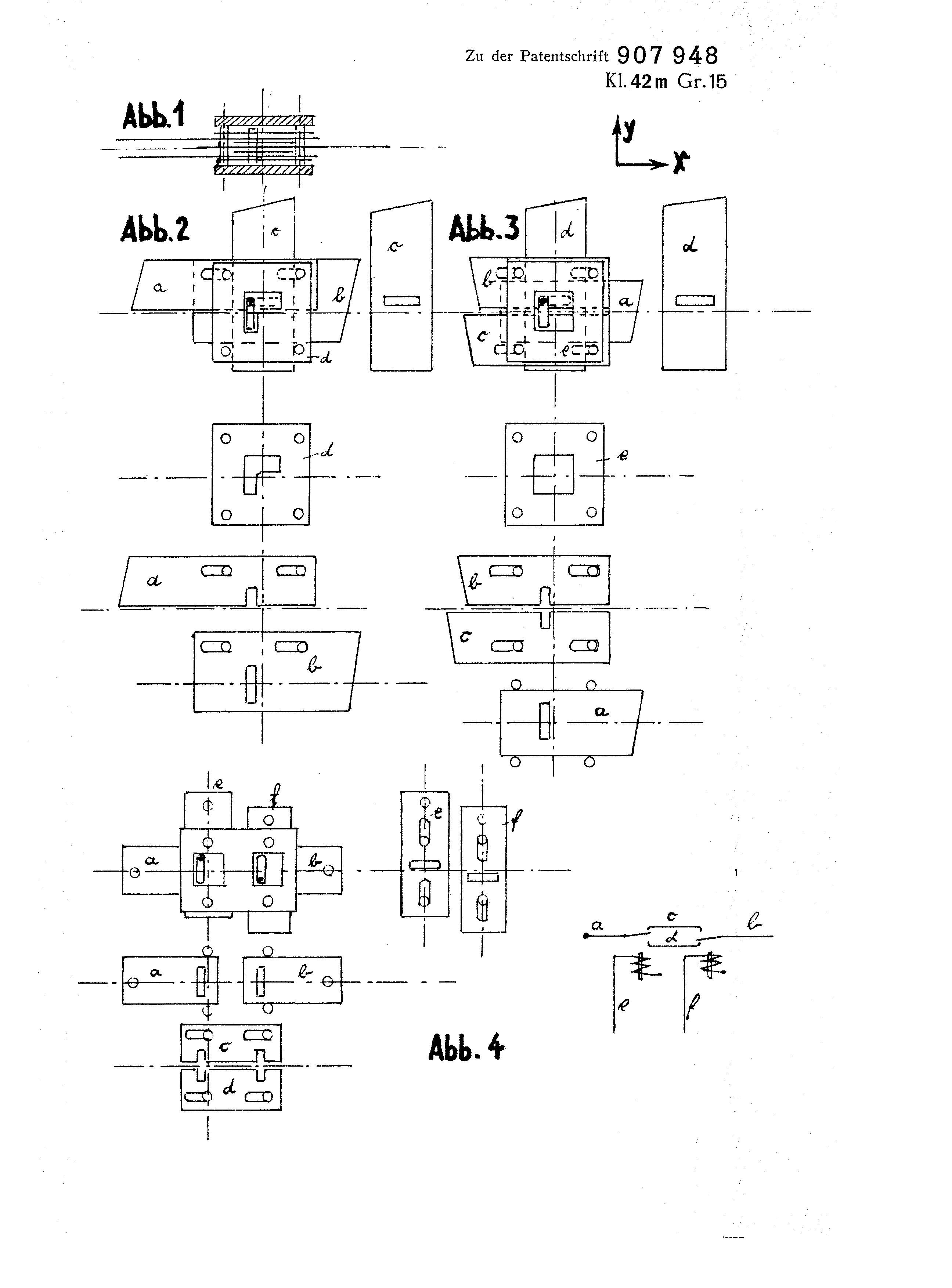
Diagramm aus Zuses Patent vom Mai 1936 für binäre Schaltelemente. Die Z1 basiert auf solchen Bauteilen.

Zuse wurde motiviert durch die Idee, zeitaufwändige, aber gut formalisierbare baustatische Berechnungen zu automatisieren.

„Ich bin zu faul zum Rechnen.“

Die Z1 war privat finanziert. Vor der Umsetzung rief Zuse den Rechenmaschinenfabrikanten Kurt Pannke an und erzählte ihm von seiner Idee. Dieser antwortete: „Ach, Herr Zuse, auf dem Gebiet der Rechenmaschinen gibt es absolut nichts mehr zu erfinden. Aber Sie sind ein netter  junger Ingenieur, ich geb’ Ihnen 1500 Reichsmark und wenn Sie etwas ausgetüftelt haben, zeigen Sie’s mir.“ (Kurt Pannke) Ab 1935 entwickelte Zuse seine programmgesteuerte Rechenmaschine. Für den Bau belegte er das Wohnzimmer seiner Eltern. Er zog seine Schwester, seinen Freundeskreis und seine Theatergruppe des Akademischen Vereins Motiv für Hilfsarbeiten hinzu. Auch der Vater, Emil Zuse, sägte mit der Laubsäge Blechteile zu. Frei aus dem Kopf montierte Konrad Zuse rund eine Tonne Material zur Maschine zusammen.

## Betrieb
Die Umsetzung mittels mechanischer Schaltglieder, die mit einem Staubsaugermotor angetrieben wurden, schien ihm kompakter als mit elektromechanischen Relais. Die Maschine funktionierte im Prinzip wie konzipiert und rechnete korrekt. Allerdings verhakten sich die mechanischen Schaltglieder im Betrieb regelmäßig, so dass die Z1 keine ausreichende Zuverlässigkeit erreichte.

## Bedeutung
Die Z1 gilt als Vorläufer des modernen Computers, der in einer ähnlichen Form aufgebaut ist. Sie arbeitete als erster Rechner mit binären Zahlen und besaß bereits ein Eingabe-/Ausgabewerk, ein Rechenwerk, ein Speicherwerk und ein Programmwerk, das die Programme von gelochten Filmstreifen ablas.

## Verbleib
Die Z1 wurde durch Bombenangriffe auf Berlin 1943/1944 im Zweiten Weltkrieg zerstört.
In den Jahren 1986 bis 1989 baute Konrad Zuse die Z1 für das damalige Museum für Verkehr und Technik (heute: Deutsches Technikmuseum) nach. Die Teile wurden mit Präsizionsverfahren wie Drahterosion hergestellt, trotzdem verhakten sich wieder die Schaltglieder. Seit 2022 versucht das Stuttgarter Computermuseum der Informatik, den Z3-Nachbau in Berlin zu dokumentieren und wieder gangbar zu machen.